# Roland Caillaux
Roland Caillaux, nome d'arte di Roland Raymond Ferdinand Caillaud (Parigi, 5 gennaio 1905 – Parigi, 3 dicembre 1977) è stato un disegnatore e attore francese.

## Biografia
Attivo in campo teatrale e cinematografico durante gli anni 20 e 30, Roland Caillaux è noto soprattutto per le sue illustrazioni omoerotiche. In particolare, la sua popolarità è legata a 20 lithographies pour un livre que j'ai lu (1945), in cui le sue litografie erotiche accompagnano un testo attribuito a Jean Genet; l'opera fu pubblicata anonimamente in tiratura limitata di sole 115 copie.

## Filmografia parziale
- Baroud, regia di Rex Ingram e Alice Terry (1932)